# 李敏 (景泰進士)
李敏（1425年—1491年），字公勉，河南承宣布政使司開封府襄城縣（河南省襄城縣）人，明朝政治人物，官至戶部尚書。

## 生平
景泰五年（1454年）甲戌科进士，授监察御史。天顺初年，奉敕撫定貴州蠻，归还后巡按畿內。以薊州餉道經海口。成化初年，因举荐升任浙江按察使，后改任湖广按察使，历任山西、四川左右布政使。成化十三年，升任右副都御史，巡抚大同，并抵御外寇入侵。成化十五年，召为兵部右侍郎。四年后病归。后诏令以左副都御史巡抚保定等府。成化二十一年（1485年），改任漕运总督，召拜为户部尚书，负责当时北方各地戍守粮草运输和征税，因监察御史陳瑤弹劾，其疏求去，不被批准。弘治四年（1491年），因病乞休，帝為遣醫視療。不久又请辞，得到批准，由葉淇替任。李敏未抵达家即卒。贈太子少保，謚恭靖。